# 와타라세촌 (사이타마현)
와타라세촌(渡瀬村)은 사이타마현 고다마군에 설치되었던 촌이다. 현재의 가미카와정에 해당한다.